# Амурське товариство української мови ім. Т. Шевченка
Амурське товариство української мови ім. Т. Шевченка — українська національно-культурна організація у м. Завитинську Амурської області. Створене 1991 року. Об'єднувало переважно українців-військовослужбовців місцевого гарнізону. Зусиллями товариства організовано недільну українську школу. Значне місце в діяльності товариства посідала проблема повернення українців-військовослужбовців в Україну. Організатор і голова товариства — капітан Олександр Мельник.